# Halay

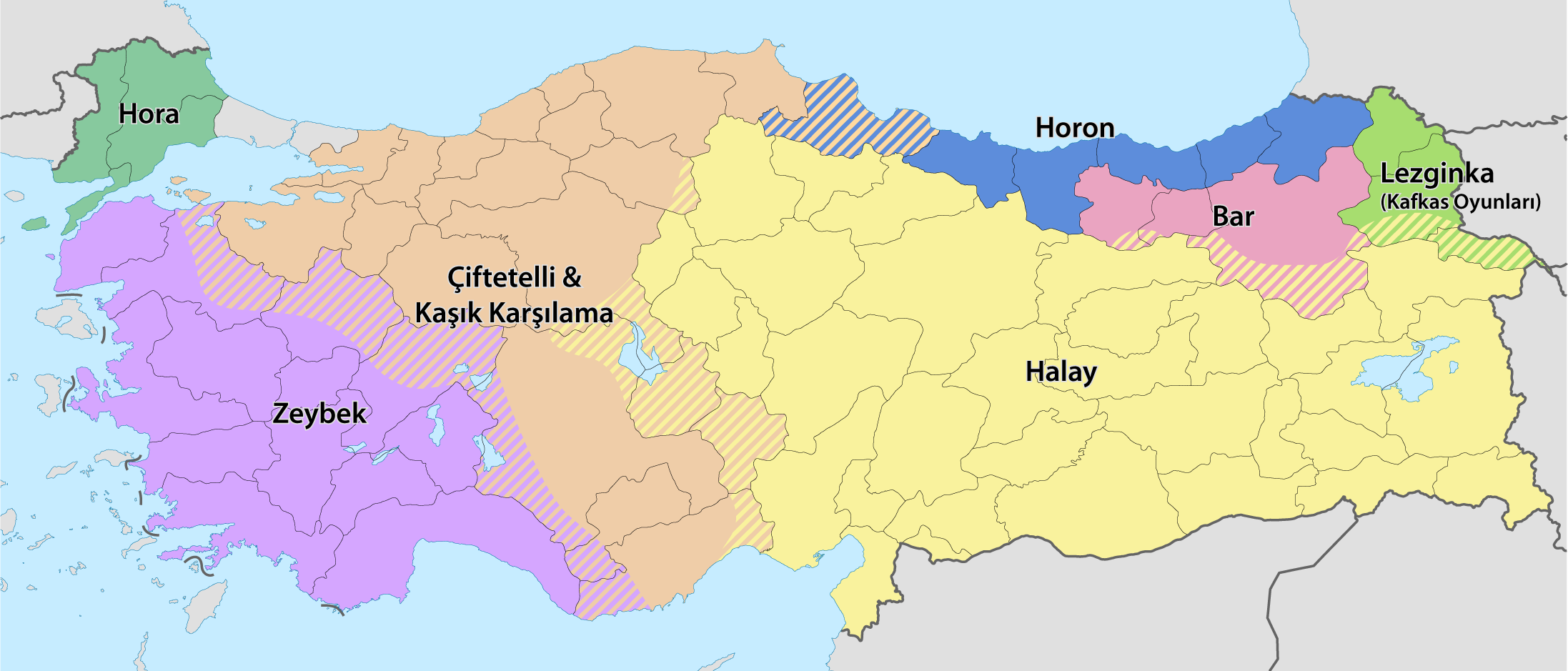
Die türkischen Volkstänze der Regionen. Gelb: Halay

Der Halay (türkisch Halay, reichsaramäisch ܚܓܐ Khigga, armenisch Քոչարի Kochari, aserbaidschanisch Yallı, kurdisch und zazaisch Govend oder Dîlan) ist ein traditioneller Volkstanz verschiedener Ethnien, darunter Türken, Aramäer, Kurden und Zaza sowie anderer Ethnien des Balkans, Kaukasus und Nahen Ostens. Halay ist ebenso ein Nationaltanz der Türkei, der überwiegend in der östlichen Mittelmeerregion, in Ost-, Südost- und Zentralanatolien getanzt wird. Als langsamer Halay gilt derjenige im 4/4- und 6/8-Takt, als mittlerer bis sehr schneller Halay gilt der im 2/4-Takt.

## Volkstanz

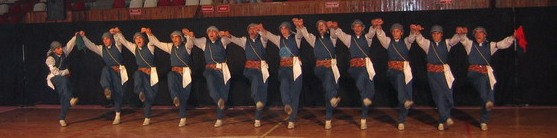
Kurdische Halaytänzer

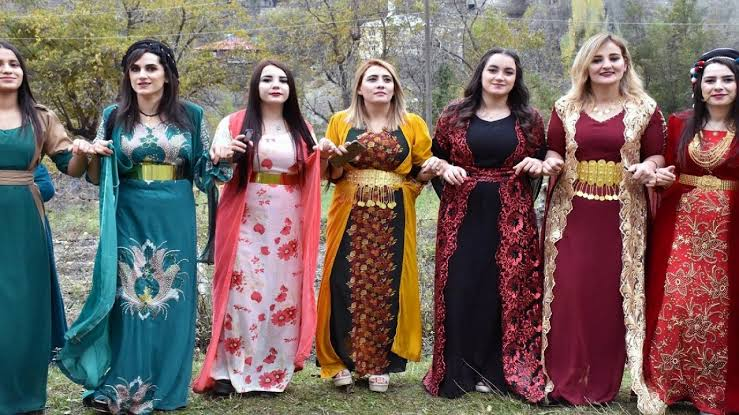
Kurdische Halaytänzerinnen

Der Volkstanz Halay ist mit unterschiedlichen Figuren, Rhythmen und Namen in Mittel-, Ost- und Südanatolien verbreitet. Die Halaytänze der einzelnen Dörfer unterscheiden sich zumeist. Der Halay ist ein Tanz der in Gruppen ausgeführt wird. Typischerweise wird er nebeneinander in Reihe getanzt (Kettentanz), wobei sich die Tänzerinnen und Tänzer mit den kleinen Fingern einhaken, an der Hand halten oder sich an den Schultern fassen. Abhängig von Region und Provinz wird nebeneinander, im Kreis, parallel oder gegeneinander getanzt. Männer oder Frauen tanzen gemeinsam und bewegen sich in abwechslungsreichen Rhythmen, vom langsamen in schnelles Tempo übergehend. Der Tanz wird dabei in mehreren Figuren ausgeführt. Begleitet wird er von Musik, die beispielsweise auf einer Zurna und einer Davul gespielt wird. Teilweise wird beim Tanzen auch gesungen, insbesondere wenn Frauen den Halay tanzen.
Tanzgelegenheiten ergeben sich bei Festen wie Hochzeiten, Verlobungen, Henna-Abenden, Partys sowie sonstigen Veranstaltungen. Darüber hinaus finden seit Beginn des 21. Jahrhunderts in einigen westeuropäischen Staaten wie beispielsweise Deutschland speziell für den Halay Tanzveranstaltungen statt. Dort sind neben DJs, berühmten Bands (wie Grup Derdo) und Sängern (wie Hozan Devran) der türkisch-kurdischen Musikerszene vorwiegend türkische und kurdische Jugendliche präsent, welche stundenlang – in der Regel in den Abend- und Nachtstunden – die gängigen Varianten des Halays in ausgelassener Stimmung tanzen.
Je nach Art werden die Arme gerade nach unten gestreckt, nach vorn geschwungen oder bei gebeugten Armen die Hände gewippt, dabei wird der kleine Finger weiterhin dauerhaft gefasst. Ein Wippen der Schultern kann ebenfalls vorkommen. Die Reihe der Tänzerinnen und Tänzer wird von einer Person angeführt, die ein weißes oder rotes Tuch trägt beziehungsweise ausladend schwingt. Diese Person (ganz hinten oder ganz vorne) bestimmt neben dem Tempo auch den Tanzstil (es gibt verschiedene Arten zur jeweiligen Musik), von dem es unzählige, regional typische gibt. Der bekannteste Halay ist der Delilo Halay, der in der Türkei große Beliebtheit genießt.

## Ähnliche Tänze
Ein Reihentanz im Nahen Osten wird Dabke genannt, so in folgenden Ländern: Libanon, Jordanien, Syrien, Palästina, Israel und Irak. Auch Volkstänze aus dem Balkan und Kaukasus ähneln dem türkischen Halay, wie beispielsweise die aus Albanien, Bulgarien, Griechenland und Kosovo beziehungsweise Aserbaidschan. Speziell für diesen Tanz existieren besondere Trachten, die meistens anlässlich einer Aufführung getragen werden.

## UNESCO-Kulturerbe
2017 wurde der traditionelle Gruppentanz Kochari in Armenien von der UNESCO in die Repräsentative Liste des immateriellen Kulturerbes der Menschheit aufgenommen.
Unter dem Titel Yalli (Kochari, Tenzere), traditionelle Gruppentänze in Nachitschewan wurde die aserbaidschanische Tradition im Jahr 2018 in die Liste des dringend erhaltungsbedürftigen immateriellen Kulturerbes aufgenommen.